# 王建龙
王建龙，清华大学核能与新能源技术研究院副院长、教授，主要从事环境污染控制理论与技术领域的研究工作。入选中华人民共和国教育部2009年度"长江学者"特聘教授。曾获得中国国家杰出青年基金。